# Thành (nước)
Thành (tiếng Trung: 郕, 成, 宬; bính âm: Chéng) là một nước chư hầu thời kỳ Xuân Thu Chiến Quốc trong lịch sử Trung Quốc, vị trí nay thuộc khu vực phía bắc huyện Vấn Thượng tỉnh Sơn Đông, tước vị bá tước, quốc quân mang họ Cơ, vua kiến quốc là Thành Thúc Vũ.

## Sự kiện lịch sử
Mùa thu năm 718 TCN, do năm trước kia nước Thành có tham gia vào việc đánh Vệ nên Vệ Tuyên công mới lấy cớ đánh nước này để báo thù. Năm 709 TCN, Lỗ Hoàn công và Kỷ Vũ công tổ chức hội thề ở đất Thành. Năm 701 TCN, Tống Trang công và Lỗ Hoàn công tổ chức hội thề tại Phù Chung nước Thành. Năm 686 TCN, Lỗ Trang công cùng Tề Tương công tiến đánh nước Thành, nước Thành phải đầu hàng nước Tề. Năm 616 TCN, vua nước Thành mất, thế tử nước Thành trốn sang nước Lỗ, dựa vào sự giúp đỡ của Lỗ mới có thể tức vị, lại một lần nữa trở thành thuộc quốc của Lỗ. Vào cuối thời Xuân Thu, vua Thành tên Luân là đại phu nước Lỗ, nước Thành về sau đổi thành thái ấp của Mạnh Tôn thị, quốc quân đều chịu sự sai bảo từ Mạnh Tôn thị; đến năm 408 TCN thì bị nước Tề tiêu diệt.

### Vua nước Thành
| Thụy hiệu                  | Họ tên | Thời gian trị vì         | Thân phận và ghi chú                                      |
| -------------------------- | ------ | ------------------------ | --------------------------------------------------------- |
| Thành Thúc Vũ 郕叔武       |        | thời Chu Vũ vương        | con thứ 6 Chu Văn vương                                   |
| đời sau chưa rõ            |        |                          |                                                           |
| Thành bá Bang Phụ 成伯邦父 |        | thời Chu Tuyên vương     |                                                           |
| Thành bá Tôn Phụ 成伯孫父  |        | thời Chu U vương         |                                                           |
| Thành bá 成伯              |        | thời Chu Bình vương      |                                                           |
| đời sau chưa rõ            |        |                          |                                                           |
| Thành Túc công 成肅公      |        | thời Chu Giản vương      | hội minh cùng các nước Tấn, Lỗ, và Lưu thảo phạt nước Tần |
| Thành Giản công 成简公     |        | đầu thời Chu Cảnh vương  | sang nước Vệ dự tang lễ Vệ Tương công                     |
| Thành Hoàn công 成桓公     |        | cuối thời Chu Cảnh vương | hội minh cùng đại phu Phạm Hiến Tử của nước Tấn           |
| đời sau chưa rõ            |        |                          |                                                           |
|                            |        | thời Chu Uy Liệt vương   | 408 TCN bị nước Tề tiêu diệt                              |